# جوکوان
جوکوان (کره‌ای: 조권؛ زادهٔ ۲۸ اوت ۱۹۸۹) خواننده، مجری تلویزیونی، بازیگر و انترتینر اهل کره جنوبی و لیدر گروه پسرانه کره‌ای توای‌ام است. او در چندین موزیکال از جمله عیسی مسیح سوپراستار ایفای نقش کرده‌است.

## پیش از آغاز فعالیت
جوکوان پس از پیوستن به جی‌وای‌پی انترتینمنت، به مدت هفت سال کارآموز این کمپانی بود. او به عنوان آخرین عضو «پروژه چالش ۹۹٪» جی. وای. پارک به همراه سونیه از واندر گرلز انتخاب شد.